# Burnham & Root

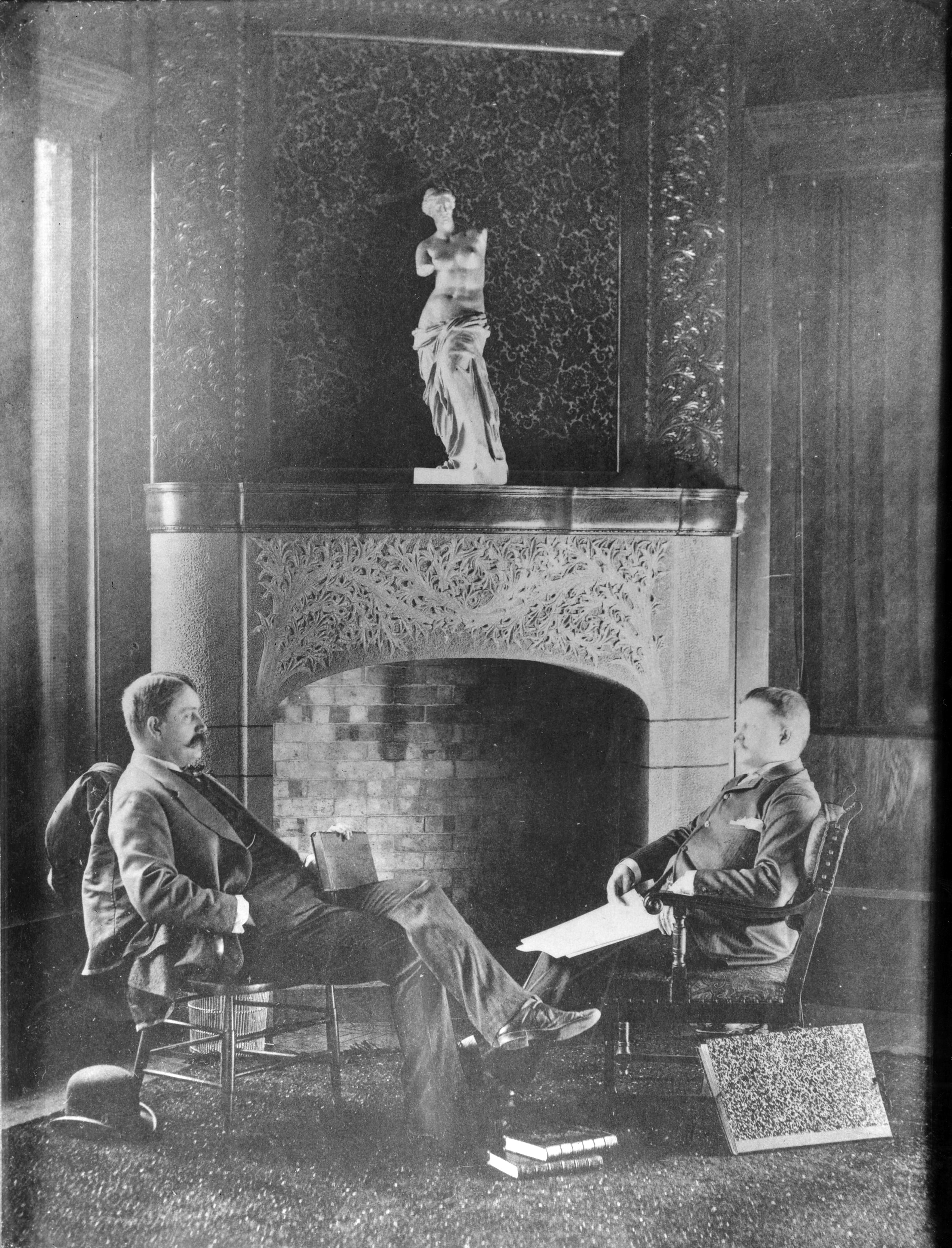
Daniel H. Burnham and John W. Root, circa 1890

Burnham & Root fu uno dei più famosi studi d'architettura di Chicago del XIX secolo, fondato da Daniel Hudson Burnham e John Wellborn Root. Durante i loro diciotto anni di collaborazione, progettarono e costruirono edifici residenziali e commerciali. Il loro successo culminò con il coordinamento dell'Fiera Colombiana di Chicago del 1893.

## Storia
I due si incontrarono mentre lavoravano come apprendisti disegnatori negli uffici di Drake, Carter e Wight nel 1872. Un anno dopo, aprirono il loro studio di architettura e iniziarono a lavorare costruendo residenze private per l'élite ricca dell'industria della carne di Chicago. Entrambi sposarono famiglie ricche, il che permise loro di stabilire le basi per la loro attività. "Daniel Hudson Burnham era uno degli uomini più belli che abbia mai visto", disse Paul Starrett, che si unì a Burnham e Root nel 1888 (in seguito progettò l'Empire State Building). "Era facile capire come ottenesse commissioni. Grazie al suo stesso portamento e aspetto era già a metà dell'opera". Mentre Burnham era il progettista pragmatico e l'impressionante venditore, Root divenne il genio creativo dell'azienda. Quando Burnham e Root erano insieme, una donna disse: "Ho sempre pensato a un grande albero forte con fulmini che giocano intorno". Louis Sullivan, il famoso architetto, chiamò Burnham "un mercante colossale" ossessionato dalla costruzione degli edifici più grandi e costosi della città.

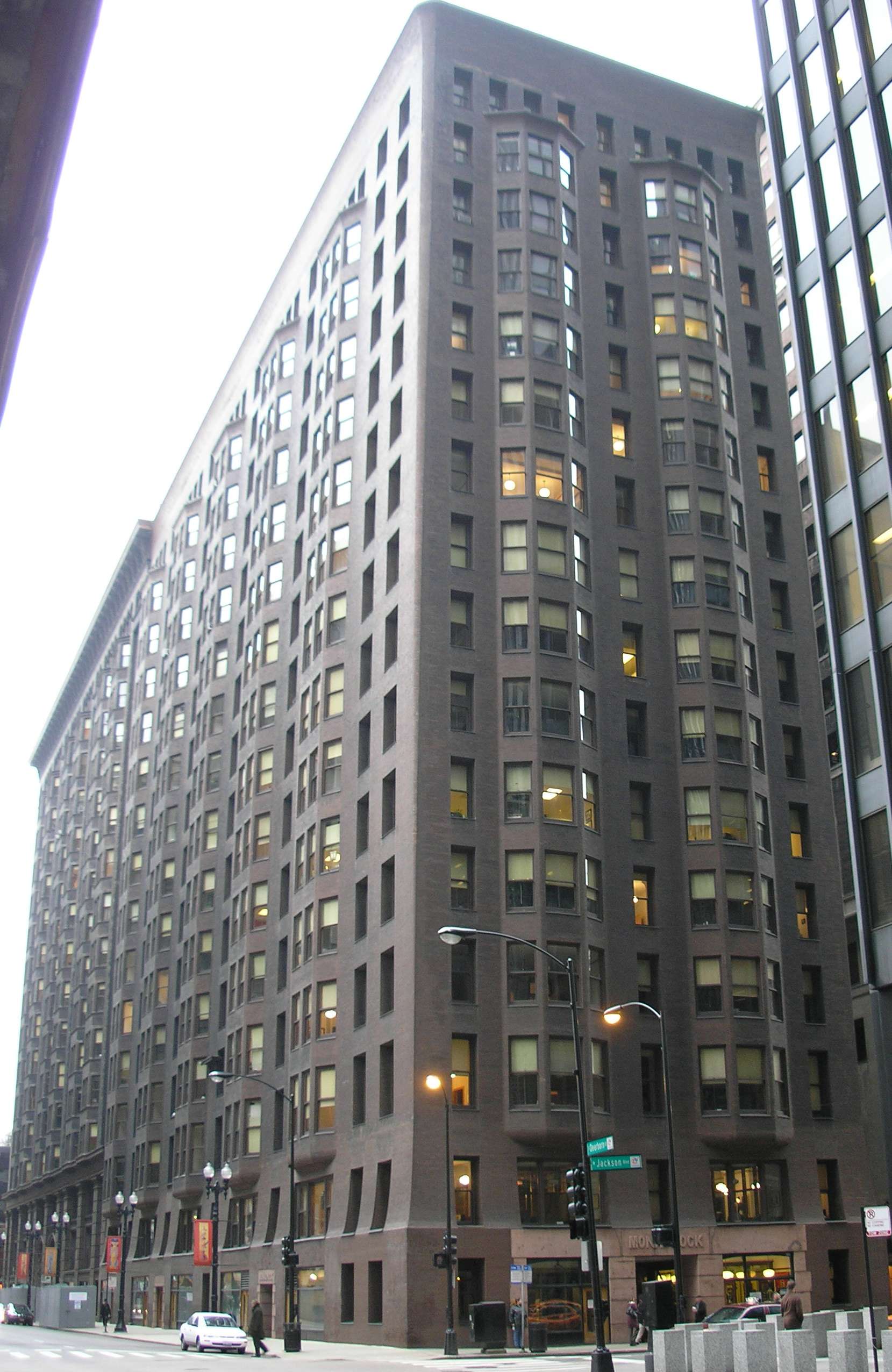
Monadnock Building

Gli edifici più significativi progettati da Burnham e Root furono costruiti alla fine degli anni 1880 e all'inizio degli anni 1890. Fu allora che i progetti di Root aprirono effettivamente la strada ai moderni grattacieli. Fino ad allora, gli edifici si affidavano alla muratura esterna per il supporto, limitando la loro altezza a 12 piani. L'invenzione delle travi di sostegno in acciaio gli diede la possibilità di costruire più alto e aggiungere più finestre. Il Rand McNally Building, completato nel 1890, fu il primo grattacielo al mondo con struttura in acciaio. Inventò la moderna pianta tipo degli uffici, trasformando radicalmente l'architettura urbana.. Con l'aumento delle commissioni, Burnham e Root ebbero l'opportunità di sperimentare e perfezionare il loro stile per creare un'estetica completamente nuova, libera da influenze storiche o europee. Edifici come il Great Northern hotel (1892), l'Argyle e il Pickwick dimostrano lo stile singolare di Root.  
Nel 1890 Chicago vinse il concorso per ospitare l'Esposizione Colombiana Mondiale (1892), celebrando il 400° anniversario della scoperta dell'America da parte di Cristoforo Colombo. A John Root fu affidato l'importante compito di coordinare l'evento. Dopo aver deciso la posizione della Fiera e aver fatto i piani preliminari del sito, decise che "Nessun architetto dovrebbe progettare questi edifici, ma un certo numero dei migliori architetti degli Stati Uniti, tutti lavorando insieme come una sola commissione".  Quindi, i più grandi architetti dell'epoca furono invitati a partecipare alla progettazione della Fiera Colombiana di Chicago. Root morì nel 1891, lasciando incompiuto il suo più grande progetto. Daniel Burnham, nonostante avesse solo esperienza pratica e nessuna formazione formale nel campo dell'architettura, fu quindi incaricato di finire di coordinare la fiera. Quando aprì per sei mesi, da giugno a novembre 1893, fu un successo completo. L'Esposizione ospitò molte innovazioni, tra cui la prima ruota panoramica, che fu il risultato di una sfida lanciata da Burnham per progettare "una struttura di ingegno e novità comparabili". 
In seguito al suo successo e alla perdita del suo partner commerciale, Burnham continuò a operare con il nome D. H. Burnham & Company. I progetti iniziati da Root furono completati, incluso il Masonic Temple nel 1892, che per un breve periodo fu l'edificio più alto del mondo a 22 piani.  Fu allora che il talento architettonico di Burnham divenne la forza trainante dell'azienda, portando alla realizzazione di edifici iconici come il Flatiron Building di New York City. Burnham non riuscì a mantenere i progressi architettonici fatti da Root, ma dimostrò una grande versatilità nel suo stile. Burnham morì nel 1912 mentre era in vacanza in Germania.

## Lavori principali
- Old Chronicle Building (San Francisco, CA)
- Montezuma Castle (hotel)
- Rookery Building
- Heyworth Building
- Luzon Building
- Montauk Building
- Masonic Temple (Chicago, Illinois)
- Monadnock Building
- Pearsons Hall of Science
- Phoenix (Phenix) Building, Chicago, IL
- Rand McNally Building (1889)
- Sydney Kent House
- Great Northern Hotel, Chicago (1892)
- Equitable Building (Atlanta 1892)
- Emmanuel United Methodist Church (Evanston, IL 1890)